# Blepharis thulinii
Blepharis thulinii är en akantusväxtart som beskrevs av Vollesen. Blepharis thulinii ingår i släktet Blepharis och familjen akantusväxter. Inga underarter finns listade i Catalogue of Life.